# Lucas Aveldaño
Lucas Elio Aveldaño (Rafaela, Provincia de Santa Fe, 19 de julio de 1985) es un futbolista argentino que juega como defensor en el C. D. Andrach de la Tercera Federación.

## Trayectoria
Se inició en las inferiores de Sportivo Ben Hur de su ciudad natal Rafaela, pero su debut profesional lo hizo en la Asociación Mutual Social y Deportiva Atlético de Rafaela, clásico rival de Ben Hur. Disputó 98 partidos y marcó 8 goles en los 3 años que formó parte del Atlético de Rafaela.
Allí se mantuvo hasta 2008, cuando a los 23 años emigró a Racing Club a préstamo con opción de compra. En julio de 2009 Racing Club compró el 100 % de la ficha del jugador. Allí jugó 108 partidos y marcó seis goles.
En 2012 fue cedido a préstamo un año con opción de compra por el Club Atlético Belgrano de la provincia de Córdoba: ese año el club logra la mejor campaña histórica en torneos cortos, logrando hacer 36 puntos y quedando subcampeón, así como también logrando la clasificación a la Copa Sudamericana, dónde también fue un hecho histórico para el club, ya que nunca había participado en una copa Internacional. En julio de 2013 el Club compra el 100% de la ficha del jugador. Allí hizo gran parte de su carrera convirtiéndose en un referente de Belgrano de Córdoba en Primera División. Disputó 85 partidos y convirtió 3 goles en los 5 campeonatos que jugó en Belgrano (dos en las victorias sobre Rafaela en 2014 y otro en el empate sobre Unión en 2013).
A comienzos de 2015 fue cedido a préstamo con cargo y sin opción de compra por 6 meses al Club Atlético Nueva Chicago que había ascendido a la Primera División y precisaba un defensor. Vio con buenos ojos la propuesta de Chicago. El 23 de febrero, en su debut, le marcó un gol a Unión de Santa Fe. Jugó 12 partidos y marcó dos goles.
El 12 de junio de 2015 volvió al Belgrano de Córdoba. El 29 de julio de ese año se fue cedido por una campaña, con opción de compra, al R. C. D. Mallorca. Más tarde, jugó con el C. D. Tenerife en las temporada 2017-18 y 2018-19.
Tras su etapa en España, en 2019 se fue a Chile, país en el que jugó para la Universidad de Chile y Deportes Iquique. En la temporada 2021-22 regresó a España y firmó por el C. D. Tudelano. La siguiente volvió a Mallorca y jugó en el Club Atlético Aldosivi antes de irse en enero al C. D. Andrach para ayudar al equipo a volver a la Segunda Federación.

## Clubes
| Club                     | País      | Período   | PJ  | Goles |
| ------------------------ | --------- | --------- | --- | ----- |
| AMSD Atlético de Rafaela | Argentina | 2005-2008 | 103 | 8     |
| Racing Club              | Argentina | 2008-2012 | 108 | 6     |
| C. A. Belgrano           | Argentina | 2012-2014 | 88  | 3     |
| C. A. Nueva Chicago      | Argentina | 2015      | 13  | 2     |
| R. C. D. Mallorca        | España    | 2015-2016 | 41  | 2     |
| C. A. Belgrano           | Argentina | 2016-2017 | 31  | 1     |
| C. D. Tenerife           | España    | 2017-2018 | 39  | 2     |
| Universidad de Chile     | Chile     | 2019      | 21  | 1     |
| Deportes Iquique         | Chile     | 2020-2021 | 30  | 2     |
| C. D. Tudelano           | España    | 2021-2022 | 30  | 1     |
| C. D. Andrach            | España    | 2023-     | 12  | 3     |
| Total                    | 3 países  | PJ/Goles  | 519 | 31    |